# KV42
KV42 (Kings’ Valley no. 42) ist eine altägyptische Grabanlage der 18. Dynastie des Neuen Reiches im Tal der Könige. Das Felsengrab befindet sich im südlichen Zweig des südöstlichen Trockentales. Es wurde für die Beisetzung von Königin Meritre Hatschepsut errichtet, jedoch hierzu nie benutzt. KV42 befindet sich in geografischer Nähe des Grabes KV32 der Königin Tiaa sowie KV37, dessen Besitzer unbekannt ist.

## Bestattungen im Grab
Aus gefundenen Ritualobjekten konnte geschlossen werden, dass die Grabanlage zwar ursprünglich für Königin Meritre Hatschepsut errichtet worden war, sie aber diesem Zweck niemals diente. Die Herrscherin wurde vermutlich im Grab KV35 zusammen mit ihrem Sohn Amenophis II. bestattet. KV42 wurde nie vollendet. Möglicherweise wurde es von Sennefer, dem Bürgermeister von Theben, seiner Frau Senetnai sowie Baket-Re, der „Angebeteten des Königs“, benutzt. Es besteht ebenfalls die Möglichkeit, dass man die Räumlichkeiten lediglich dazu nutzte, hier Begräbnisinstrumente zu lagern.
Das Grab wurde bereits in der Antike geplündert.

## Architektur und Ausstattung

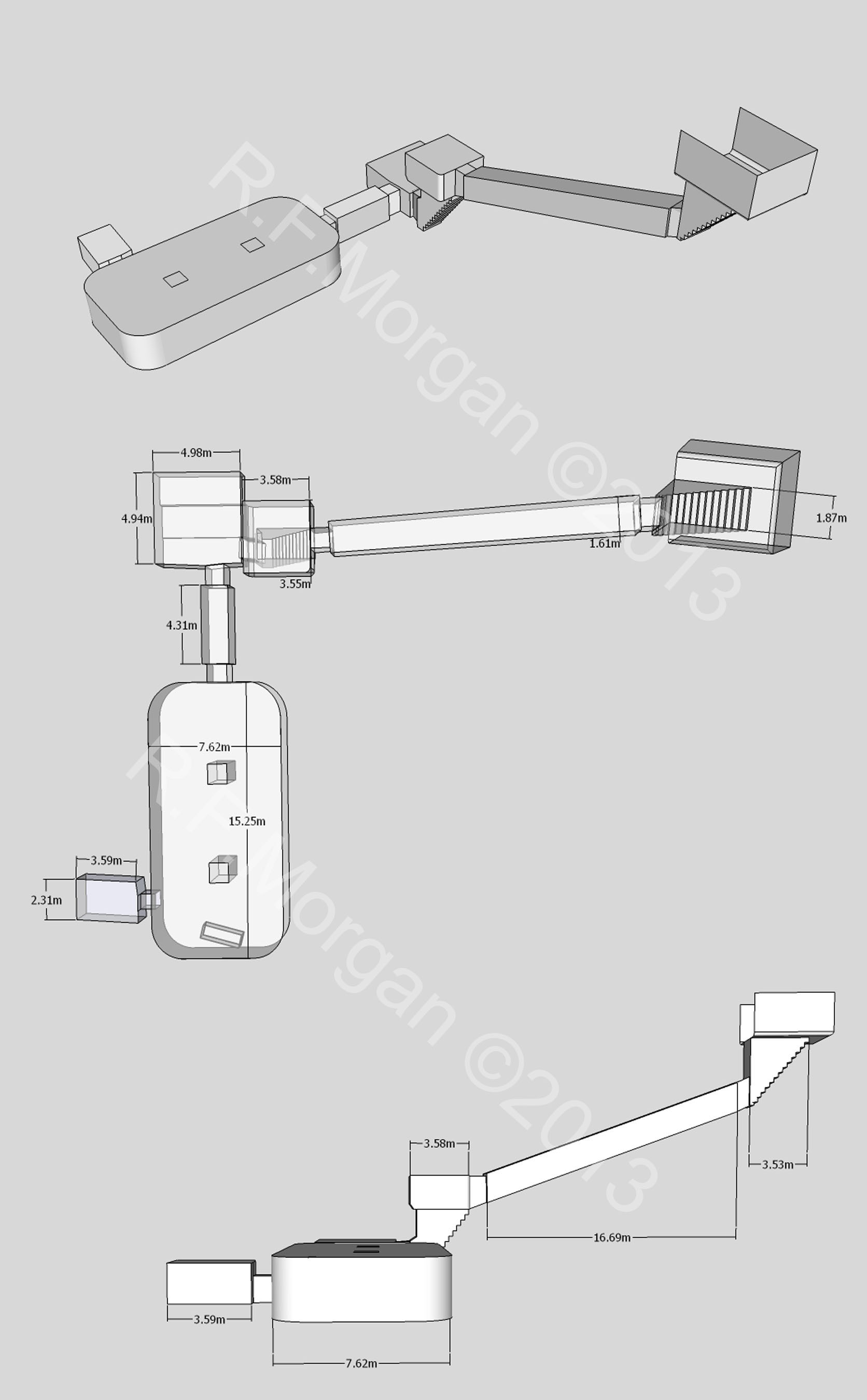
Isometrische Darstellung, Grundriss und Schnittzeichnung des Grabes

### Allgemeiner Aufbau
Die Grabanlage gliedert sich in verschiedene Segmente. Einem mit Gefälle versehenen Eingangsflur folgen ein Gang sowie ein Treppenschacht, der zu einer Kammer führt. Tore trennen die einzelnen Bereiche voneinander. Von dort biegt rechtwinklig ein Gang nach Osten ab, der zu einer in Kartuschenform ausgebildeten Grabkammer führt. Diese hat eine kleine Nebenkammer. Die Grabanlage umfasst insgesamt eine Fläche von 184,77 m².

### Eingangsbereich
Vom Eingang führen Stufen in gutem Zustand in das Innere des Grabes. Spezielle, vor dem Eingang angebrachte Vertiefungen dienten dazu, den Sarkophag abzusetzen. Der Eingangsbereich stellt die Verbindung zwischen dem Eingangsflur und einem darauf folgenden abschüssigen Gang dar. Die Pfosten am Eingang sind leicht abgerundet. Bei der Entdeckung der Grabanlage waren die unteren Siegel am Eingang unbeschädigt. Der Eingangsbereich wurde zwar vollständig fertiggestellt, es fehlen aber Dekorationen an den Wänden.
Der Eingangsflur besitzt eine Länge von 3,53 m und eine Breite von 1,86 m. Graffiti an den Wänden weisen in einem Text auf Arbeiten während der 20. beziehungsweise 21. Dynastie hin.
Der Torbereich umfasst eine Fläche von 1,21 m², wobei die Höhe bei 1,9 m und die Breite 1,13 m beträgt. Er besitzt ein Gefälle von bis zu 20,49°. Der Torbereich weicht mit einem Winkel von 5,33° von der Ausrichtung des Eingangsflurs ab.

### Abschüssiger Gang
Ein mit Gefälle versehener Gang verbindet den Eingangsbereich mit einem Treppenschacht. Bei der Untersuchung der Wandoberfläche fiel auf, dass der östliche Bereich eine deutlich gröbere Oberflächenstruktur aufweist. Die Ursache ist darin zu suchen, dass die Arbeiter in diesem Bereich auf wesentlich härteres Gestein stießen. Der restliche Gang zeigt eine feinere Oberflächenstruktur, die durch weicheres Gestein ermöglicht wurde. An den Wänden finden sich Zeichen der Steinmetze. Es fehlen Dekorationen der Wände. Außerdem ist erkennbar, dass die Arbeit der Handwerker nicht vollständig abgeschlossen war. An den abschüssigen Gang schließt sich ein Torbereich an, der jedoch mit einer Höhe von 1,63 m etwas niedriger als der Torbereich des Eingangs ist. Seine Pfosten sind abgerundet. Hier wurden die Steinmetzarbeiten fertiggestellt, Wanddekorationen oder Graffiti fehlen.
Der Gang besitzt eine Länge von 16,69 m, eine Höhe von 1,79 m sowie eine Breite von 1,60 m. Er weicht um 5,33° von der Richtung des Eingangsflurs ab.
Die Ausrichtung des Torbereiches entspricht der des davor liegenden Ganges. Seine Länge beträgt 1,09 m, die Breite 1,20 m. Das Gefälle von 20,49° entspricht dem im Eingangsbereich.

### Treppenschacht
Der Treppenschacht verbindet den Gang mit einer Kammer. Die Arbeiten der Steinmetze in diesem Bereich sind vollständig abgeschlossen. An den Wänden und an der Decke findet man ihre Zeichen. Dekorationen der Wände fehlen. Aushöhlungen wurden mit Kalksteinen ausgefüllt. Ein Treppenschacht führt zu einem weiteren Torbereich. Bei ihm ist ein Pfosten gebrochen. Auch hier fehlen Wanddekorationen, obwohl die Steinmetzarbeiten abgeschlossen sind.
Die Länge des Treppenschachtes beträgt 3,58 m, seine Breite 1,60 m und die Höhe 4,33 m. Die Ausrichtung des Treppenschachtes entspricht der des davor liegenden Ganges. Der zum Treppenschacht gehörende Torbereich erreicht eine Höhe von 2,00 m, ist 0,97 m lang und 1,12 m breit. Aushöhlungen befinden sich rechtwinklig auf beiden Seiten. Sie haben eine Breite von 3,55 m, eine Länge von 1,29 m und eine Höhe von 1,66 m.

### Kammer
Dieser Bereich schließt sich an den Torbereich des Treppenschachtes an und ist quadratisch. Entlang der gesamten westlichen Wand befindet sich eine Bank. Die beiden Eckpunkte im Nord- und Südosten der Kammer sind beschädigt. Im südöstlichen Kammerbereich existiert eine Vertiefung. Der Kammerbereich hat durchgehend ein leichtes Gefälle in Richtung der östlichen Wand. Die Steinmetzarbeiten sind nicht abgeschlossen. Wanddekorationen fehlen im gesamten Bereich. Der zur Kammer gehörende Torbereich stellt den Übergang zwischen der Kammer und einem Korridor dar. Obwohl die Steinmetze ihre Arbeit abgeschlossen haben, blieben die Wände undekoriert. Dieser Bereich schließt sich mit 89.15° fast senkrecht an die Kammer an.
Die 1,99 m hohe Kammer ist 4,94 m breit und 4,98 m lang. Sie besitzt die gleiche Ausrichtung wie der Treppenschacht. Dieser zugehörige Türbereich hat eine Länge von 1,17 m, ist 1,21 m breit sowie 1,8 m hoch.

### Gang zur Grabkammer
Dieser Gang stellt den Zugang zur Grabkammer dar. Er schließt sich direkt an den Torbereich der davor liegenden Kammer an. Auch dieser trägt keine Dekorationen, obwohl die Steinmetzarbeiten abgeschlossen sind.
Der Gang ist 4,31 m lang, 1,59 m breit und 2,05 m hoch. Er ist in einem Winkel von 89,15° zur Kammer ausgerichtet.

### Grabkammer
Die Grabkammer schließt sich an den zuvor beschriebenen Gang an und besitzt die Form einer Kartusche. Sie ist in Ost-West-Richtung ausgerichtet. Zwei Deckenstützen befinden sich im Innern der Kammer, von der die im westlichen Kammerbereich beschädigt, die im östlichen gebrochen ist. In diesem Bereich befindet sich der Sarkophag aus Quarzit. Er ist 2,40 m lang, 0,91 m breit sowie 0,89 m hoch. Ihm fehlen Inschriften, so dass nicht ersichtlich ist, für wen er hergestellt wurde. Griffe an den Wänden, die das Manövrieren ermöglichen, sind noch vorhanden.
Ein Sternenmuster bedeckt die Wände sowie den Deckenbereich. Außerdem läuft ein Farbband unterhalb des dekorierten Wandbereiches entlang. In den Wänden existieren Bohrungen für Kupferstifte, die teilweise noch vorhanden sind. Diese können möglicherweise als Senklot benutzt worden sein. Die Wände der Grabkammer wurden verputzt, obwohl diese Arbeit nicht vollendet worden ist.
Die Grabkammer ist mit einer Länge von 15,25 m Länge, einer Breite von 7,62 m und einer Höhe von 2,66 der größte Raum der Grabanlage.

### Seitenkammer
Ein einfaches Tor verbindet die Grabkammer mit einer Seitenkammer, die sich an der südlichen Seite der Grabkammer befindet. Die Steinmetzarbeiten in diesem Bereich sind zwar abgeschlossen, Wanddekorationen fehlen jedoch.
Das Tor zur Seitenkammer besitzt eine Höhe von 1,15 m, ist 0,86 m breit und 0,88 m lang. Es ist mit einem Winkel von 83,73° fast senkrecht zur Grabkammer angebracht. Die Seitenkammer ist kleiner als die Grabkammer und hat eine Länge von 3,59 m, ist 2,31 m breit und 1,75 m hoch.

## Historie
Die Grabanlage wurde im Jahre 1899 von Victor Loret entdeckt und 1900 von Boutros Andraos, Howard Carter und C. Makarios ausgegraben. Im Jahre 1921 entdeckte Carter im Grab Ritualobjekte, die Aussagen über die Bestattung ermöglichten.
Durch Überschwemmungen wurde das Grab schwer beschädigt.